# موتور قربانعلی قاسمی
موتور قربانعلی قاسمی یک منطقهٔ مسکونی در ایران است که در دهستان وکیل‌آباد واقع شده‌است. موتور قربانعلی قاسمی ۱۶ نفر جمعیت دارد.